# Lilium pyi
Lilium pyi ist eine Pflanzenart aus der Gattung der Lilien (Lilium) innerhalb der Familie der Liliengewächse (Liliaceae). Über die Art und ihre taxonomische Klassifikation innerhalb der Gattung ist nur wenig bekannt.

## Beschreibung
Lilium pyi ist eine Art, die Wuchshöhen zwischen 40 und 60 Zentimetern erreicht. Laut Léveillés Erstbeschreibung zeichnet sie sich durch eine ungewöhnliche und in der Gattung einzigartige Zwiebel aus, deren zwei sich in einem Abstand von 2 Zentimetern voneinander befinden.
Der gefurchte, leicht flaumig behaarte Stängel ist schlank und mit Ausnahme der unteren Basis dicht beblättert. Die Laubblätter sind linealisch, 4 bis 7 Zentimeter lang und 3 bis 5 Millimeter breit, vielnervig, flaumig behaart und an den Rändern gewellt.
Sie blüht mit einer mittelgroßen, nickenden, endständigen Einzelblüte, die länglich-runden bis lanzettlichen Blütenhüllblätter (Tepalen) sind vielnervig, zurückgebogen, zum Ansatz hin deutlich verschmälert und am Rand dicht dunkelrot bis schwärzlich gepunktet. Die Nektarrinnen sind schwärzlich und unbehaart.
Die unbehaarten Staubblätter und der am Ende unverdickte Griffel sind gleich lang und etwas kürzer als das Perianth. Die Staubbeutel sind länglich.
Die Pflanze weist starke Ähnlichkeiten mit Lilium concolor var. pulchellum auf, unterscheidet sich aber unter anderem durch den nicht verlängerten Griffel, die Doppelzwiebel und die am Rand der Blütenhüllblätter besonders starke Punktierung von dieser.

## Verbreitung und Botanische Geschichte
Die Art ist im Westen der Provinz Yunnan in der Volksrepublik China beheimatet und wurde ein einziges Mal am 7. August 1906 zwischen Nieou-Ko-Chan und Pin-Tchouan von Jean Py gesammelt, ihn ehrt das Artepitheton. 1909 wurde sie von Augustin Abel Hector Léveillé erstbeschrieben, Haw hält es für wahrscheinlich, dass sie einer anderen Art zuzuordnen sei, die Flora of China führt sie derzeit als „unklare Art“, da kein Typexemplar erhalten ist.

## Nachweise
Die Informationen dieses Artikels entstammen zum größten Teil den folgenden Quellen:
- Augustin Abel Hector Léveillé: LXIII. Decades plantarum novarum. XIII. XIV. In: Friedrich Fedde (Hrsg.): Repertorium Specierum Novarum Regni Vegetabilis. Centralblatt für Sammlung und Veröffentlichung von Einzeldiagnosen neuer Pflanzen. Band 6. Berlin 1909, S. 263 (online [abgerufen am 3. Februar 2009]).
- Liang Songyun, Minoru N. Tamura: Lilium pyi. In: Wu Zhengyi, Peter H. Raven, Hong Deyuan (Hrsg.): Flora of China. Band 24. Missouri Botanical Garden Press / Science Press, St. Louis / Beijing 2000, ISBN 978-0-915279-83-8, S. 149 (online [abgerufen am 3. Februar 2009]).